# Afrika országai
Afrikának 56 szuverén országa van, amelyből 54 független és 2 nemzetközileg nem vagy csak korlátozottan elismert ország, valamint 11 függő terület van Afrikában. 
Afrika legnagyobb területű országa Algéria a maga 2,381,741 km²-vel, a legnagyobb népességű ország pedig Nigéria a maga 218 millió (2022) fős lakosságával. A legsűrűbben lakott ország Mauritius (624 fő/km²). Afrika legkisebb területű és népességű országa a Seychelle-szigetek a maga 376 km²-vel és a 100 ezer (2022) főjével. A legritkábban lakott ország Nyugat-Szahara (2 fő/km²).
Afrika legnépesebb fővárosa Kairó 9,6 millió fővel (2021), míg a legkisebb Seychelle-szigetek fővárosa Victoria 29 ezer fővel (2022). 
A lista tartalmazza az afrikai országok fővárosát, népességét, népsűrűségét, területét, hivatalos nyelvét és pénznemét. 